# 2. československý beatový festival
2. československý beatový festival se konal ve dnech 22.–23. prosince 1968 v pražské Lucerně. Navázal tak na 1. československý beatový festival, který se konal v prosinci předchozího roku. Na festivalu vystoupili mimo jiné i Viktor Sodoma & Apollobeat, The Primitives Group, Blue Effect, Framus Five, Flamengo, George & Beatovens, Olympic, Synkopy 61, Flamingo, Prúdy a The New Soulmen. Zahrály zde i tři zahraniční skupiny: britská skupina The Nice, nizozemští Cuby + Blizzards a švédští Mecki Mark Men.
Vítězem této přehlídky se stal Petr Novák (George & Beatovens) s písní Klaunova zpověď.  Petr Novák cenu zprvu odmítl, ale pak ji (po domluvě přítele) na pódiu přijal. O festivalu a jeho vítězovi napsal v březnu 1969 Ivan Martin Jirous článek v časopise Výtvarná práce. Jirousovi vadil Novákův patos; vítěz zpíval křečovitě, vkleče a zoufale se snažil  být pochopen. Jirous tvrdil, že umělcovou starostí nemá být snaha být lidmi pochopen.
V následujícím roce 1969 vydal Supraphon dlouhohrající desku 2. ČESKOSLOVENSKÝ BEAT-FESTIVAL se záznamem 11 písní z vystoupení těchto interpretů: Micky Volek a Samuels Band, Petr Kaplan a Samuels Band, Michal Prokop a Framus Five (dvě písně), Peter Lipa a Blues Five, Viktor Sodoma a Apollobeat, Petr Němec a Flamingo, Hana Zagorová a Flamingo (dvě písně), Karel Kahovac a Flamengo (dvě písně).